# سی‌اف‌بی ترنتن
سی‌اف‌بی ترنتن (به انگلیسی: CFB Trenton) (به زبان بومی: Trenton Airport) یک فرودگاه نیروهای مسلح کانادا با کد یاتا YTR است که یک باند فرود آسفالت دارد و طول باند آن ۳۰۴۸ متر است. این فرودگاه در کشور کانادا قرار دارد و در ارتفاع ۸۶ متری از سطح دریا واقع شده‌است.